# Юрий Гагарин (фильм)
«Юрий Гагарин» — документальный фильм Творческого объединения «Экран» вышел на экраны Центрального телевидения сразу после гибели Юрия Гагарина в 1969 году. Фильм является дипломной работой кинорежиссёра и сценариста Юрия Сальникова. В 2003 году Сальников выпустил обновленную и дополненную версию под названием «Вспоминая Юрия Гагарина».

## Сюжет
Фильм состоит из четырёх частей: «Встреча», «Перед стартом», «Полет», «Бессмертие».
В фильме рассказывается о Юрии Гагарине, его родине, учебе в школе и техникуме, летном училище, о том, как он поступил в отряде космонавтов и готовился к полёту, как проходили первый полёт человека в космос и триумфальная встреча космонавта на земле.
Фильм повествует о жизни Гагарина после космического полёта, о его семье, о работе в центре подготовки космонавтов и учебе в академии,
В заключительной части фильма идёт рассказ о гибели Ю. Гагарина во время испытательного полета на самолёте-истребителе, о той скорби, которая охватила страну и всенародной памяти о первом космонавте планеты, которая будет жить вечно.
В фильме о Юрии Гагарине делятся своими воспоминаниями его мать Анна Тимофеевна, жена Валентина, наставник Ю. А. Гагарина в Саратовском аэроклубе Герой Советского Союза С. И. Сафронов, космонавт Алексей Леонов.
В фильме использованы материалы Государственного архива кинофотодокументов СССР, ЦСДФ, Студии Центрнаучфильм, Чехословацкого телевидения, Ленинградской, Нижне-Волжской, Дальневосточной студий кинохроники и личных архивов семей А. И. Гагарина и Ю. А. Гагарина.

## Съёмочная группа
- Авторы сценария: П. Барашев, Ю. Сальников
- Режиссёр: Ю. Сальников
- Дикторский текст: В. Никиткина
- Оператор: О. Насветников
- Комбинированные съемки: А. Франго
- Композитор: Ш. Каллош
- Звукооператоры: Л. Зайцев, В. Павлов, В. Силаев
- Монтаж: О. Репнина
- Текст читает: А. Хлебников
- Редактор: В. Фуртичев
- Директор картины: З. Хотимский

## Дополнительно
Учитывая тему, Юрию Сальникову позволили снять дипломный проект полнометражным – что было исключением для таких работ, и помогли собрать хронику.
Фильм стал первым документальным фильмом после гибели Юрия Гагарина, перед этим в период с 1961 по 1968 год было о нём было снято порядка десяти документальных фильмов.
В 2003 году режиссёр подготовил обновленную версию фильма под названием «Вспоминая Юрия Гагарина», фильм получил специальную премию Гран-при в номинации «Каким он парнем был» международной акции «Первый в космосе», которую проводил фонд «Русский мир» в 2010—2011 годах.